# علاء حبیل
علاء حبیل (عربی: علاء حبيل؛ زادهٔ ۲۵ ژوئن ۱۹۸۲) بازیکن فوتبال اهل بحرین است.
از باشگاه‌هایی که در آن بازی کرده‌است می‌توان به باشگاه ورزشی ام صلال، باشگاه ورزشی الغرافه، باشگاه ورزشی الکویت، باشگاه فوتبال الطلیعه عمان و باشگاه ورزشی النجمه لبنان اشاره کرد.
وی همچنین در تیم ملی فوتبال بحرین بازی کرده‌است.